# McLaren Island
McLaren Island – niezamieszkana wyspa w Zatoce Frobishera, w Archipelagu Arktycznym, w regionie Qikiqtaaluk, na terytorium Nunavut, w Kanadzie. W pobliżu McLaren Island położone są wyspy: Cairn Island, Long Island, Mair Island, Monument Island i Qarsau Island.